# Archidiecezja Cap-Haïtien
Archidiecezja Cap-Haïtien (łac.: Archidioecesis Capitis Haitiani, fr.: Archidiocèse de Cap-Haïtien) – katolicka archidiecezja na Haiti, obejmująca swoim zasięgiem północną część kraju. Siedziba arcybiskupa znajduje się w katedrze Wniebowzięcia NMP w Cap-Haïtien.

## Historia
Diecezja Cap-Haïtien została założona 3 października 1861 r. przez papieża Piusa IX w wyniku wydzielenia części parafii z archidiecezji Santo Domingo. 7 kwietnia 1988 podniesiona do rangi archidiecezji. 20 kwietnia 1972 r. z jej terytorium wydzielono diecezję Hinche; 31 stycznia 1972 r. z jej terytorium wydzielono diecezję Fort-Liberté. W 1991 archidiecezja uzyskała obecny kształt terytorialny.

## Główne kościoły
- Katedra: Katedra Wniebowzięcia NMP w Cap-Haïtien.

## Biskupi

### Biskupi Cap-Haïtien
- Constant-Mathurin Hillion (1873–1886)
- François-Marie Kersuzan (1886–1929)
- Jean-Marie Jan (1929–1953)
- Albert-François Cousineau CSC (1953–1974)
- François Gayot SMM (1974–1988)

### Arcybiskupi Cap-Haïtien
- François Gayot SMM (1988–2003)
- Hubert Constant OMI (2003–2008)
- Louis Kébreau SDB (2008–2014)
- Max Leroy Mésidor (2014–2017)
- Launay Saturné (od 2018)